# Pasieka (skała)

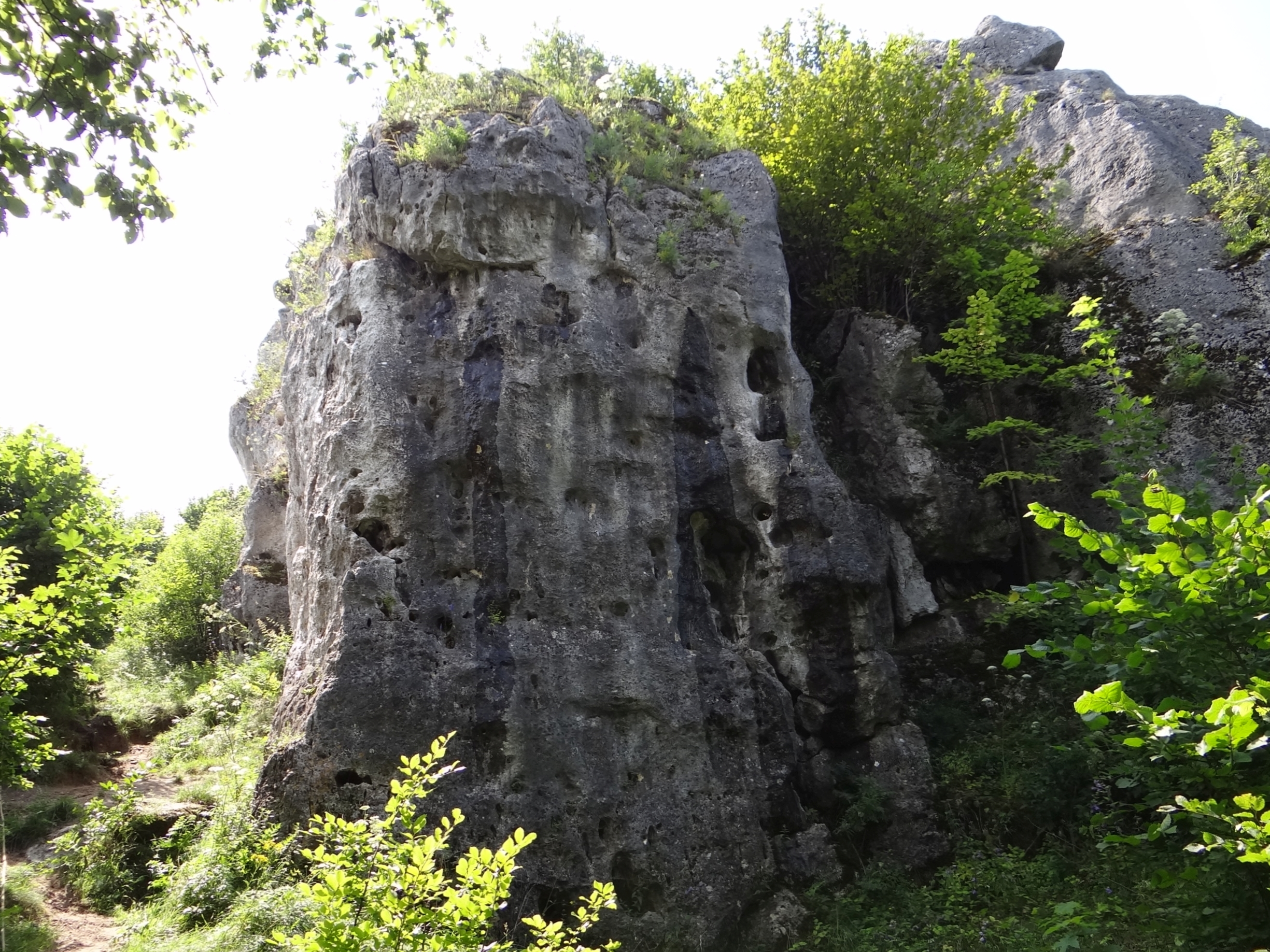

Pasieka – skała we wsi Łutowiec w województwie śląskim, w powiecie myszkowskim, w gminie Niegowa. Pod względem geograficznym znajduje się na Wyżynie Mirowsko-Olsztyńskiej będącej częścią Wyżyny Krakowsko-Częstochowskiej. 
Pasieka jest obiektem wspinaczki skalnej. Wraz ze Sfinksem i Łysą tworzy grupę skał zwaną Grupą Łysej. Skały te znajdują się na granicy lasu po północnej stronie zwartych zabudowań wsi Łutowiec, Pasieka jest najbardziej z nich wysunięta na północ i znajduje się w lesie. Jest to wapienna skała o połogich, pionowych lub przewieszonych ścianach wysokości do 15 m. Jest na niej 6 dróg wspinaczkowych o trudności V– VI.1+ w skali Kurtyki. 5 z nich posiada asekurację (1-4 ringi i stanowiska zjazdowe).